# Kowalków (Szerzawy)
Kowalków – część wsi Szerzawy w Polsce, położona w województwie świętokrzyskim, w powiecie starachowickim, w gminie Pawłów.
W latach 1975–1998 Kowalków administracyjnie należał do województwa kieleckiego.